# Crowne Plaza
Crowne Plaza és una cadena d'hotels d'alta categoria enfocada al mercat dels negocis i les convencions. És propietat del grup InterContinental Hotels Group. Antigament coneguts com a Holiday Inn Crowne Plaza, els Crowne Plaza van purgar el Holiday Inn del seu nom el 1994. Habitualment els seus hotels estan situats al centre de les ciutats o prop de grans aeroports.
Disposa d'hotels a tots els continents.